# Trophée Eddie Futch
Créé en 1989, le trophée Eddie Futch est une récompense décernée tous les ans par la Boxing Writers Association of America au meilleur entraineur de boxe anglaise.

## Lauréats

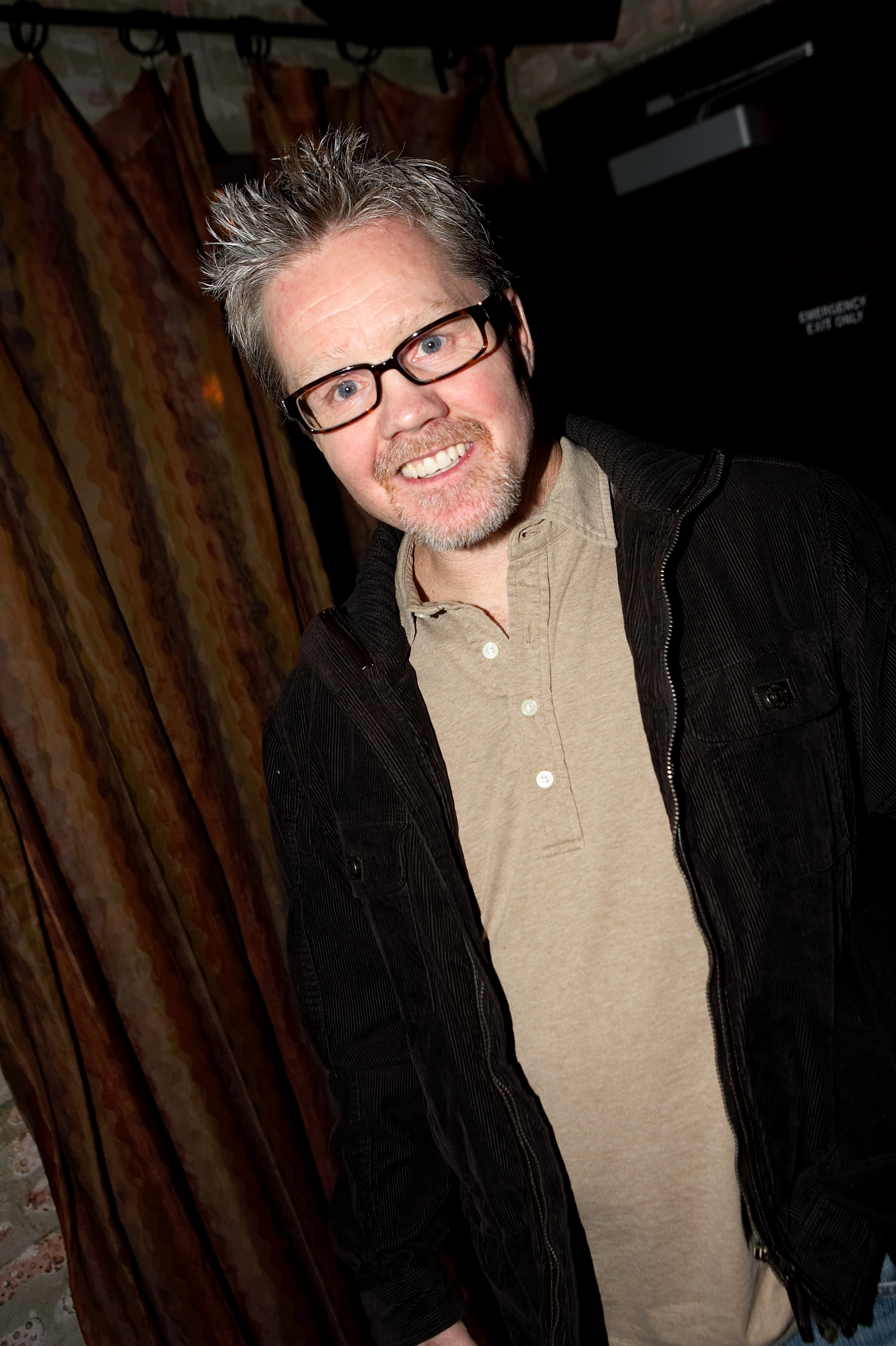
Freddie Roach, 7 fois lauréat

| Année | Entraineur             | Entraineur |
| ----- | ---------------------- | ---------- |
| 1989  | George Benton          |            |
| 1990  | George Benton (2)      |            |
| 1991  | Eddie Futch            |            |
| 1992  | Eddie Futch (2)        |            |
| 1993  | Emanuel Steward        |            |
| 1994  | Teddy Atlas            |            |
| 1995  | Felix Trinidad Sr.     |            |
| 1996  | Don Turner             |            |
| 1997  | Emanuel Steward (2)    |            |
| 1998  | Jack Mosley            |            |
| 1999  | Miguel Diaz            |            |
| 2000  | Felix Trinidad Sr. (2) |            |
| 2001  | English Fisher         |            |
| 2002  | Buddy McGirt           |            |
| 2003  | Freddie Roach          |            |
| 2004  | Dan Birmingham         |            |
| 2005  | Dan Birmingham (2)     |            |
| 2006  | Freddie Roach (2)      |            |
| 2007  | Enzo Calzaghe          |            |
| 2008  | Freddie Roach (3)      |            |
| 2009  | Freddie Roach (4)      |            |
| 2010  | Freddie Roach (5)      |            |
| 2011  | Virgil Hunter          |            |
| 2012  | Roberto Garcia         |            |
| 2013  | Freddie Roach (6)      |            |
| 2014  | Freddie Roach (7)      |            |
| 2015  | Abel Sanchez           |            |
| 2016  | Shane McGuigan         |            |
| 2017  | Anatoly Lomachenko     |            |
| 2018  | Anatoly Lomachenko (2) |            |
| 2019  | Eddy Reynoso           |            |
| 2020  | Teófimo López Sr.      |            |

## Référence
1. ↑  (en) Boxing Writers Association of America Trainer of the Year Award (boxrec.com)